# Edmond O'Brien
Edmond O'Brien (Nova Iorque, 10 de setembro de 1915 — Inglewood, 9 de maio de 1985) foi um diretor de cinema, produtor e, principalmente ator norte-americano.
Em 1955, conquistou o Oscar de melhor ator coadjuvante por seu trabalho em A Condessa Descalça.

## Filmografia
- 99 and 44/100% Dead (1974)
- Lucky Luciano (1974)
- They Only Kill Their Masters (1972)
- The Other Side of the Wind (1972)
- Dream No Evil (1970)
- The Love God? (1969)
- The Wild Bunch (1969)
- Le Vicomte règle ses comptes (1967)
- Peau d'espion (1967)
- Fantastic Voyage (1966)
- Synanon (1965)
- Sylvia (1965)
- Rio Conchos (1964)
- Seven Days in May (1964)
- The Longest Day (1962)
- Birdman of Alcatraz (1962)
- The Man Who Shot Liberty Valance (1962)
- Moon Pilot (1962)
- Man-Trap (1961)
- The Great Impostor (1961)
- The 3rd Voice (1960)
- The Last Voyage (1960)
- Up Periscope (1959)
- L'ambitieuse (1959)
- Sing, Boy, Sing (1958)
- The World Was His Jury (1958)
- Stopover Tokyo (1957)
- The Big Land (1957)
- The Girl Can't Help It (1956)
- The Rack (1956)
- 1984 (1956)
- A Cry in the Night (1956)
- D-Day the Sixth of June (1956)
- Pete Kelly's Blues (1955)
- The Barefoot Contessa (1954)
- The Shanghai Story (1954)
- Shield for Murder (1954)
- The Bigamist (1953)
- China Venture (1953)
- Julius Caesar (1953)
- The Hitch-Hiker (1953)
- Cow Country (1953)
- Man in the Dark (1953)
- The Turning Point (1952)
- Denver and Rio Grande (1952)
- The Greatest Show on Earth (1952)
- Warpath (1951)
- Two of a Kind (1951)
- The Redhead and the Cowboy (1951)
- The Admiral Was a Lady (1950)
- Between Midnight and Dawn (1950)
- 711 Ocean Drive (1950)
- D.O.A. (1950)
- Backfire (1950)
- White Heat (1949)
- Task Force (1949) (voice)
- An Act of Murder (1948)
- Fighter Squadron (1948)
- For the Love of Mary (1948)
- Another Part of the Forest (1948)
- A Double Life (1947)
- The Web (1947)
- The Killers (1946)
- Winged Victory (1944)
- The Amazing Mrs. Holliday (1943)
- Powder Town (1942)
- Obliging Young Lady (1942)
- Parachute Battalion (1941)
- A Girl, a Guy, and a Gob (1941)
- The Hunchback of Notre Dame (1939)
- Prison Break (1938)